# Masi Torello
Masi Torello (emilián nyelven I Mas vagy Màs Turèl) település Olaszországban, Emilia-Romagna régióban, Ferrara megyében. Lakosainak száma 2292 fő (2023. január 1.). Masi Torello Ferrara, Portomaggiore, Voghiera és Ostellato községekkel határos.

## Népesség
A település lakossága az elmúlt években az alábbi módon változott:
| Lakosok száma | 2319 | 2299 | 2292 |
|               | 2017 | 2018 | 2023 |